# ضمية مشابهة للعلقة
ضمية مشابهة للعلقة أو بديللوفبريو (الاسم العلمي: Bdellovibrio) هي جنس من البكتيريا، سلبية الغرام، تتبع فصيلة ضميات مشابهة للعلق.

## أصنوفات
الأصنوفات الأدنى لهذا الكائن:
- كود سباركل
- تحديث القائمة

نوع:Bdellovibrio bacteriovorus 
اسم علمي: Bdellovibrio bacteriovorus

نوع:Bdellovibrio exovorus 
اسم علمي: Bdellovibrio exovorus

نوع:Bdellovibrio starrii 
اسم علمي: Bdellovibrio starrii

نوع:Bdellovibrio stolpii 
اسم علمي: Bdellovibrio stolpii